# Heta linjen (Sverige)
Heta linjen var en oavsiktlig möjlighet till gruppsamtal via telefon. Företeelsen uppstod spontant under 1982 då kunskapen spreds bland ungdomar att flera personer som ringde till samma vakanta telefonnummer kunde ha gruppsamtal. Företeelsen har kallats en föregångare till senare tiders sociala medier. Fenomenet uppmärksammades i media och Televerket inrättade samma höst en tjänst med särskild utrustning. Tjänsten infördes i Stockholm först följt av Uddevalla, Göteborg, Sundsvall och Västerås. Telia avvecklade sin tjänst Heta linjen i mars 1995, liknande tjänster har sedan bedrivits av andra aktörer.

## Teknisk bakgrund
När en abonnent flyttade gick det med äldre tiders telefonväxlar inte att behålla samma telefonnummer, då abonnentnumrets inledande siffror styrde samtalet till en specifik delregion av ett riktnummerområde. De nummer som blev lediga kopplades till en central telefonsvarare där en bandinspelad röst uppmanade ”var god tag 90120 för besked”. Uppmaningen varvades med den s.k. vakanstonen, vilken bestod av fyra tonstötar. Om flera personer ringde samtidigt till ett vakant nummer kunde de samtala med varandra. När någon ny person kom in på numret hördes två kraftiga klick. 
Dessa samtal var möjliga eftersom säkringarna i korskopplingen i telefonstationen, där abonnenternas ledningar kom in, hade vänts från aktiv till vakans. Därmed låg flera nummer inom samma  väljares 500-grupp kopplade mot en och samma transformator, vilken i sin tur kunde vidarebefordra ljud även åt andra hållet än det var tänkt i sin konstruktion, alltså ett konstruktionsfel. Vartefter att bandslingan i telefonsvararen blev sliten blev telefonsvarrösten mindre framträdande.
Beroende på vilken typ av abonnemang som numret tillhört fanns det i det inledande skedet två varianter av Heta linjen; dels vanliga abonnentnummer där mellan 2 och 5 personer kunde samtala, dels var det grupper av nummer som hört till företagsväxlar. På de senare kunde mellan 9 och 49 personer ringa ett och samma nummer, till skillnad från de förra som krävde enstaka nummer inom en 500-talsgrupp. 
Det var de äldre elektromekaniska telefonsystemen som var behäftade med denna egenhet. De hade väljare som kopplade samman samtalen och till väljarna var grupper om 500 telefonnummer anslutna. Tekniskt var vakanskopplingen en enklare form av bandspelare, som via en rördriven 20W Quad-förstärkare var kopplad mot en transformator-hylla som i sin tur var kopplad mot en säkringsram i Televerkets korskopplings-central. Ytterligare exempel på orter där den oavsiktliga Heta Linjen uppstod är bland annat Örebro, Norrköping, Luleå, Linköping och Mora.

## Den oavsiktligaHeta Linjen
Heta linjens födelse har ursprunget från ett privat meddelandesystem som utnyttjade denna teknik. Det fick spridning i juni 1982 via en närradiosändning och nådde sin höjdpunkt i augusti 1982. I samband med spridningen av de vakanta numren ökade felringningarna till astronomiska summor och Televerkets felanmälan blev helt överbelastad av kunder som klagade på okynnesringningar, vilket berodde på ungdomar som helt enkelt scannade av nummerserierna efter vakanskopplade telefonnummer. Televerket svarade med att under hösten 1982 först skruva upp volymen på vakanssvaren, därefter löddes motstånd och kondensatorer in för att motverka överhörningen i AGF-systemet. Detta påskyndade också utbytet av teleteknik från AGF till AXE-systemet, som förhindrade denna typ av gruppsamtal. Ödets ironi är att närradion också förlorade på detta utbyte då den gamla AGF-tekniken gjorde det möjligt för närradion att kunna länka hem hifi-ljud till studion via det gamla telefonsystemet AGF, vilket blev helt omöjligt med den nya AXE-tekniken.
I samband med konverteringen till AXE och heta linjens existens insåg både Ericsson och Televerket att det fanns en marknadspotential. Man tog därför fram speciella gruppnummer-kort för AXE-tekniken vilket gjorde att Heta linjen senare fick en officiell status. Mindre känt är att olika telekomföretag i USA också var intresserade, när Ericsson sedan sålde en utrustning till USA. Dessa telekomföretag upptäckte att denna teknik inte hade fått mönsterskydd, vilket medförde att tekniken kopierades i USA utan att Ericsson eller Televerket fick någon ersättning. Redan år 1985 fanns det beräkningar som nämnde summor på inkomstbortfall i storleken 2 till 2,5 mdr, vilket dock inte har kunnat bekräftats.

## Kravallerna september 1982 och nedstängningen
Media rapporterade om fenomenet första gången den 9 september 1982 och Bengt Källsson på Televerket uppgav då att fenomenet berodde på ett fel i nyare växelutrustning. Det fanns nästan ingen begränsning på hur många som kunde komma in på linjen på samma gång, varför Televerkets växlar ofta blev överbelastade.
Fredagen den 17 september 1982 samlades 1 000–1 500 ungdomar i och omkring Rålambshovsparken i Stockholm, efter att ha stämt träff på ett flertal kända Heta Linjen-nummer. Till parken anlände då ett 50-tal poliser. Det uppstod kravaller med bland annat stenkastning och fyra poliser skadades. Kommissarie Kjell Andersson uttalade i samband med detta att Heta Linjen måste stoppas om flera upplopp uppstod och Televerket uppgavs redan vara i färd med att stänga ned linjerna.
Redan dagen efter rapporteras att Televerket låtit extrainkalla ett 20-tal experter för att stänga ned linjerna. Flera ungdomar framträder då i media och anger att det finns ett 60-tal nummer och att dessa används för att knyta kontakter ("ragga"). Televerket säger sig vilja möta behovet med mindre konferenslinjer för 5–10 personer.

## TelefontjänstenHeta Linjen
Från november 1982 genomförde Televerket prov med SAM-SVAR-utrustning som var avsedd för telesvarstjänster, men modifierad för att tillåta gruppsamtal. År 1983 införde Televerket, med tanke på intresset för det tidigare oavsiktliga fenomenet, en tjänst med namnet Heta linjen, dit man kunde ringa och prata med den som råkade vara inne. Det fanns ett eller flera nummer på olika orter i Sverige upplåtna för detta ändamål och kostnaden var som för lokalsamtal. Tjänsten lades ner 1995.
Heta linjen finns kvar än idag, men drivs nu av andra företag som en tjänst med samma namn som den gamla benämningen, d.v.s. "Heta linjen". Numera finns även specialiserade tjänster för "teledejting".
När Ericsson Radio Systems i slutet av 1986 skapade en serie mobiltelefoner med namnet HotLine upptäckte man att Televerket hade registrerat varumärket. Televerket sålde då rättigheterna till det engelska namnet till Ericsson.